# St. Margaretha (Reisen)

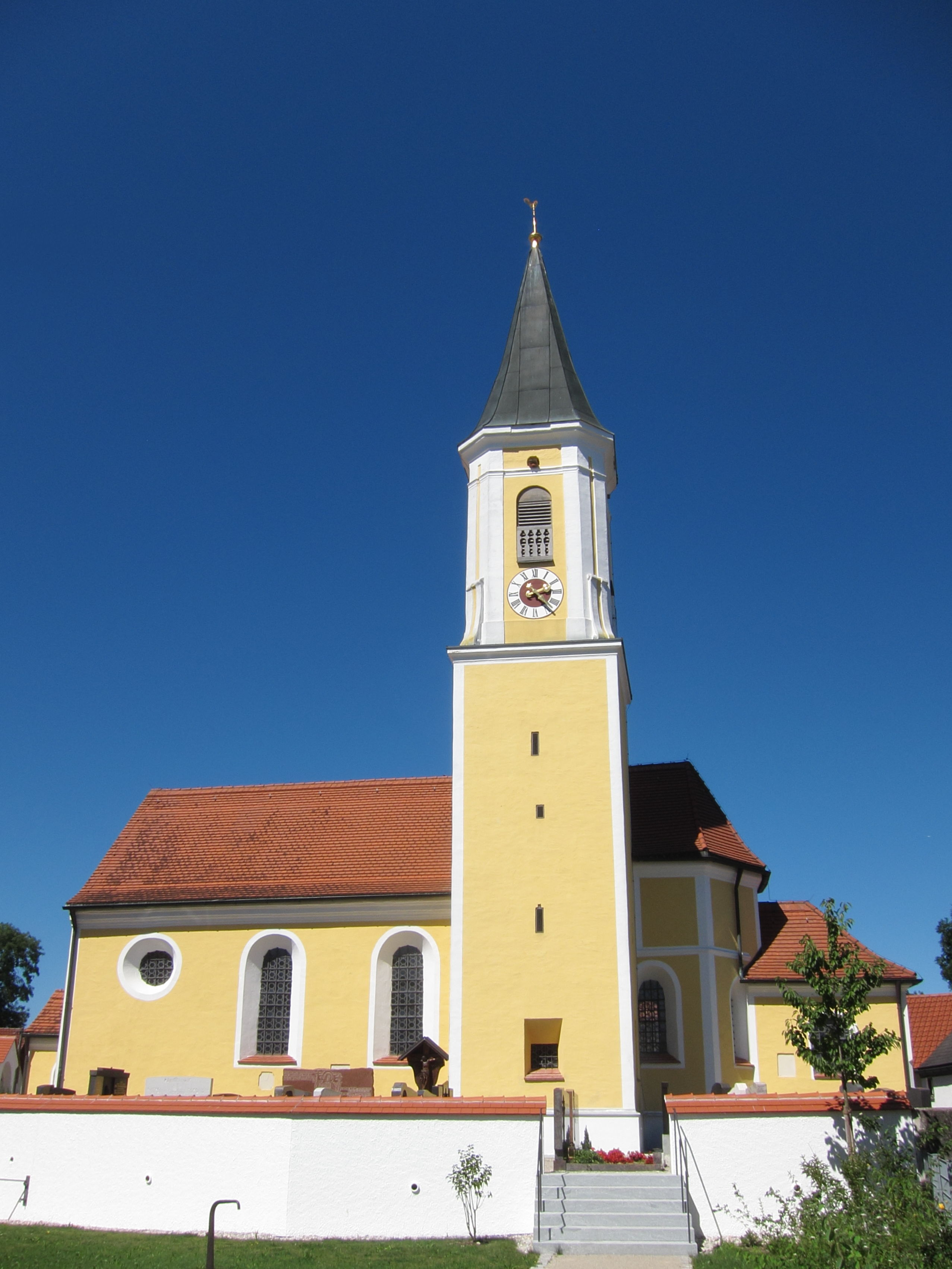
St. Margaretha in Reisen

Die römisch-katholische Filialkirche St. Margaretha steht in Reisen, einem Gemeindeteil von Eitting im oberbayerischen Landkreis Erding. Sie ist in der Liste der Baudenkmäler in Eitting unter der Nr. D-1-77-116-5 eingetragen. Die Kirche gehört zum Dekanat Erding im Erzbistum München und Freising.

## Beschreibung
Die Saalkirche besteht aus dem 1690 durch Hans Kogler barock erneuerten Langhaus, dem vom spätgotischen Vorgängerbau stammenden eingezogenen Chor mit Fünfachtelschluss im Osten, der Sakristei an der Ostwand und dem Chorflankenturm aus dem 15. Jahrhundert an der Südwand des Chors. Der Turm erhielt 1765 das von Johann Baptist Lethner entworfene, mit einem spitzen Helm bedeckte achteckige Obergeschoss, in dem die Turmuhr und der Glockenstuhl untergebracht sind. Im Vorbau an der westlichen Fassade des Langhauses befindet sich das Portal.
Der Hochaltar wurde am Anfang des 18. Jahrhunderts aufgestellt, die beiden Seitenaltäre am Ende des 17. Jahrhunderts.